# Mouches noires
Mouches noires est la version en français de la chanson The Black Fly Song de Wade Hemsworth (en), écrite en 1949 et ayant pour thème le travail dans les étendues sauvages du nord de l'Ontario. Classique de la musique folk canadienne, la chanson a été reprise par plusieurs artistes, notamment par Marcel Aymar et les sœurs McGarrigle dans un court-métrage de l'Office national du film du Canada réalisé par Christopher Hinton, sorti en 1991 et nommé pour l'oscar du meilleur court métrage d'animation en 1992.

## Création
« Mouches noires, maudites mouches noires
Toujours et tout partout
Piqué à mort les os tout nu
Dans le nord de l'Ontario, dans l'nord de l'Ontario »

— Wade Hemsworth, Mouches noires
Hemsworth affirme avoir écrit la chanson alors qu'il habitait le Labrador. Il y raconte son expérience alors qu'il accompagnait une équipe de l'Ontario Hydro travaillant dans la région de la Little Abitibi River (en),.